# Abagrotis alcandola
Abagrotis alcandola là một loài bướm đêm trong họ Noctuidae.